# St. Stephanus (Stulln)

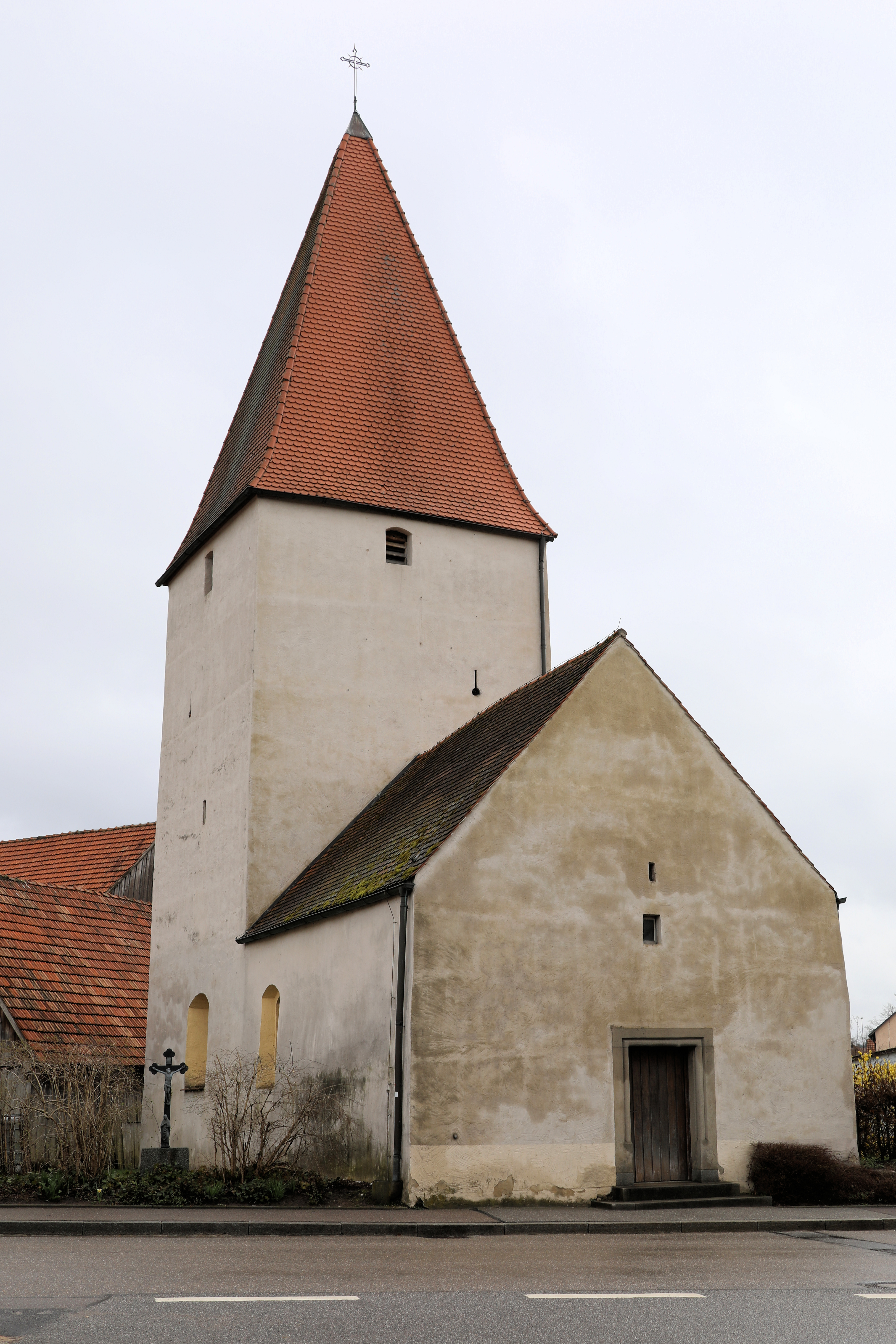
St. Stephanus (Stulln)

Die römisch-katholische, denkmalgeschützte ehemalige Pfarrkirche St. Stephanus steht in Stulln, einer Gemeinde im Landkreis Schwandorf in der Oberpfalz. Sie gehört zum Bistum Regensburg. Das Bauwerk ist unter der Denkmalnummer D-3-76-169-2 als Baudenkmal in die Bayerische Denkmalliste eingetragen.

## Beschreibung
Das romanische Langhaus, das mit einem Satteldach bedeckt ist, und der mit dem Langhaus fluchtenden Chorturm auf quadratischem Grundriss im Osten, der mit einem hohen Pyramidendach bedeckt ist, wurden Ende des 15. Jahrhunderts erhöht.
Der Innenraum des Chors, d. h. der des Erdgeschosses des Chorturms, ist mit einem Kreuzrippengewölbe überspannt. In ihm wurden 1966 Wandmalereien des späten 15. Jahrhunderts freigelegt, auf denen Heilige dargestellt sind. Zur Kirchenausstattung gehört ein Hochaltar vom Ende des 17. Jahrhunderts, auf dessen Altarretabel der heilige Stephanus dargestellt ist. Ein Teil der Kirchenausstattung wurde in die 1953–55 neu gebaute Pfarrkirche übergeführt.